# Spirembolus phylax
Spirembolus phylax är en spindelart som beskrevs av Chamberlin och Ivie 1935. Spirembolus phylax ingår i släktet Spirembolus och familjen täckvävarspindlar. Inga underarter finns listade i Catalogue of Life.